# Axonchium amplicolle
Axonchium amplicolle är en rundmaskart. Axonchium amplicolle ingår i släktet Axonchium och familjen Belondiridae. Inga underarter finns listade i Catalogue of Life.